# 스테브 게노
스테브 프랑수아 파비앵 게노(프랑스어: Steeve François Fabien Guénot, 1985년 10월 2일~)는 프랑스의 전직 레슬링 선수이다. 2008년 하계 올림픽에서 금메달, 2012년 하계 올림픽에서 동메달을 획득하였다. 형인 크리스토프 게노도 레슬링 선수이다.